# Khatumo

Khatumo, oficialmente Estado de Khatumo de Somalia (Maamul Goboleedka Khaatumo ee Soomaaliya en somalí; Khatumo State of Somalia, en inglés), era un estado autoproclamado autónomo de Somalia. Ocupaba el extremo del llamado Cuerno de África, al noreste de Somalia, y al oeste de la autoproclamada de Puntlandia.
En 2017 fue reintegrado en SSC-Khatumo.